# 鄭爽
鄭 爽（ジェン・シュアン、てい そう、1991年8月22日 - ）は、中国の女優。

## 人物
北京電影学院在学中から芸能活動を始め、2009年、2010年には中国版『花より男子（原題：一起来看流星雨、一起又看流星雨）』に出演するなどして人気を集めた。
2021年1月、元恋人がTwitterやWeiboで、ジェン・シュアンがアメリカで2人の代理母による代理出産で2児をもうけたものの、妊娠7か月頃に元恋人との関係が破綻すると子供たちの養育を放棄したと告発した。代理出産の事実を本人は認めたが、代理出産は中国国内では違法なこともあり、中国当局に名指しで「我々は悪質な行いをした者に、顔を出す機会を提供しない」と批判され、Weiboのアカウントが封鎖されたほか、北京電視台も今後出演作を一切放送しないと宣言するなど事実上の芸能活動の停止状態となった。
さらに同年4月、「陰陽契約」と呼ばれる二重契約による脱税が発覚し、8月末に上海市税務局から2億9900万元（約50億円）の罰金と追徴課税金、滞納金の支払いを命じられている。

## 出演

### 映画
- チャイニーズ・フェアリー・ストーリー（2011年）
- 悟空伝（2017年）

### ドラマ
- 一起来看流星雨 （中国語版） （2009年）
- 一起又看流星雨 （中国語版） （2010年）
- 武則天 秘史（2011年）
- 二人の王女（2012年）
- 名家の恋衣（2014年）
- 古剣奇譚 〜久遠の愛〜（2014年）
- 皇后的男人〜紀元を越えた恋〜（2015年）
- 皇帝の恋 寂寞の庭に春暮れて（2016年）
- シンデレラはオンライン中!（2016年）